# Mary Warren
Mary Warren (ur. 17 października 1976) – nowozelandzka judoczka.
Zdobyła trzy medale mistrzostw Oceanii w latach 1996 - 1998. Mistrzyni kraju w 1995 i 1997 roku.